# Kreasa Houthalen
Kreasa Houthalen is een handbalclub uit België.
Kreasa Handbal Houthalen werd opgericht in 1974, uit de toenmalige Houthalense vereniging Kreasa, oftewel Kreatief Samenzijn. Ondertussen is de handbalclub uitgegroeid tot een begrip in deze sportwereld.
Het team speelt al jaren in tweede nationale maar in het seizoen 2006-2007 mocht het ook even proeven van het hoogste niveau, eerste nationale.
Kreasa Houthalen werkt zijn thuiswedstrijden af in het sportcomplex Lakerveld.

## Voorgaande seizoenen
2005-06
Bijna het hele seizoen stond Houthalen op de derde plaats, maar op het nippertje konden ze nog de tweede plaats bemachtigen, waardoor ze naar de play-offs mochten samen met drie teams uit de ereklasse, ze slaagden erin om te promoveren en zo speelde de club voor het eerst in zijn bestaan in de ereklasse.
2006-07
Het seizoen 2006-07 begon vrij moeizaam en het duurde enkele speeldagen vooraleer de eerste wedstrijd gewonnen werd. Tot op de laatste speeldag stond de club laatste maar door twee overwinningen op rij in de laatste wedstrijden kon de club zich net van een directe degradatie redden. Het seizoen werd met zes wedstrijden in de play-offs uitgebreid maar daar kon de club het niet waarmaken, wat een degradatie betekende naar de toenmalige eerste divisie.
2007-08
Het seizoen 2007-08 speelde zich voor Kreasa Houthalen opnieuw af in de toenmalige eerste nationale na een eenjarig verblijf in Belgisch hoogste afdeling, de eredivisie. De ploeg bestond vooral uit spelers die uit de eigen jeugdvijver kwamen. Zij eindigden in deze competitie op een zevende plaats.
2008-09
Kreasa eindigt op een teleurstellende negende plaats. De wisselvallige heenronde en de chaotische terugronde waren om snel te vergeten. De mindere prestaties leidden ook tot het ontslag van de oefenmeester Patrick Catteeuw. Zo werden de laatste drie wedstrijden geleid door de hulptrainer, Mietek Wojczak.

## Sportpark Lakerveld
Kreasa Handbal Houthalen werkt zijn thuiswedstrijden af in het moderne sportcomplex Lakerveld. Het complex werd in augustus 2006 geopend, daarvoor speelde Kreasa zijn wedstrijden in de gemeentelijke Sporthal van Houthalen-Helchteren.
Sportpark Lakerveld bevat één A-hal, deze meet 40 op 56 meter, en is voorzien van een parketvloer. Ook is er in het complex een B-Hal voorzien, deze is natuurlijk iets kleiner en minder imposant dan de A-hal. Wat je ook nog terugvindt in dit complex is een speciaal voorziene turnhal, een danszaal en een gevechtssportzaal.

## Bekende (ex-)spelers
- Thierry Bernimoulin
- Igor Corvers
- Rob Craeghs
- Robin Gielen
- Luke Habets
- Clem Leroy
- Joeri Verjans
- Tom Wismans